# Vimy (Schiff)
HMS Vimy (Kennung: D33) der Royal Navy kam zuerst als Flottenzerstörer HMS Vancouver der V-Klasse zum Ende des Ersten Weltkriegs und während des Russischen Bürgerkriegs zum Einsatz. Im April 1928 wurde das Boot in HMS Vimy umbenannt.

Kurz vor dem Beginn des Zweiten Weltkriegs wieder aktiviert, wurde die Vimy zur Sicherung der Geleitzüge nach Großbritannien und 1940 bei der Evakuierung der britischen Truppen aus Dünkirchen eingesetzt. 1941 wurde sie dann als erstes Boot der Klasse dem Umbau zu einem „Long Range Escort“ unterzogen. Bis zum Kriegsende blieb sie in der U-Boot-Abwehr im Einsatz.

## Baugeschichte

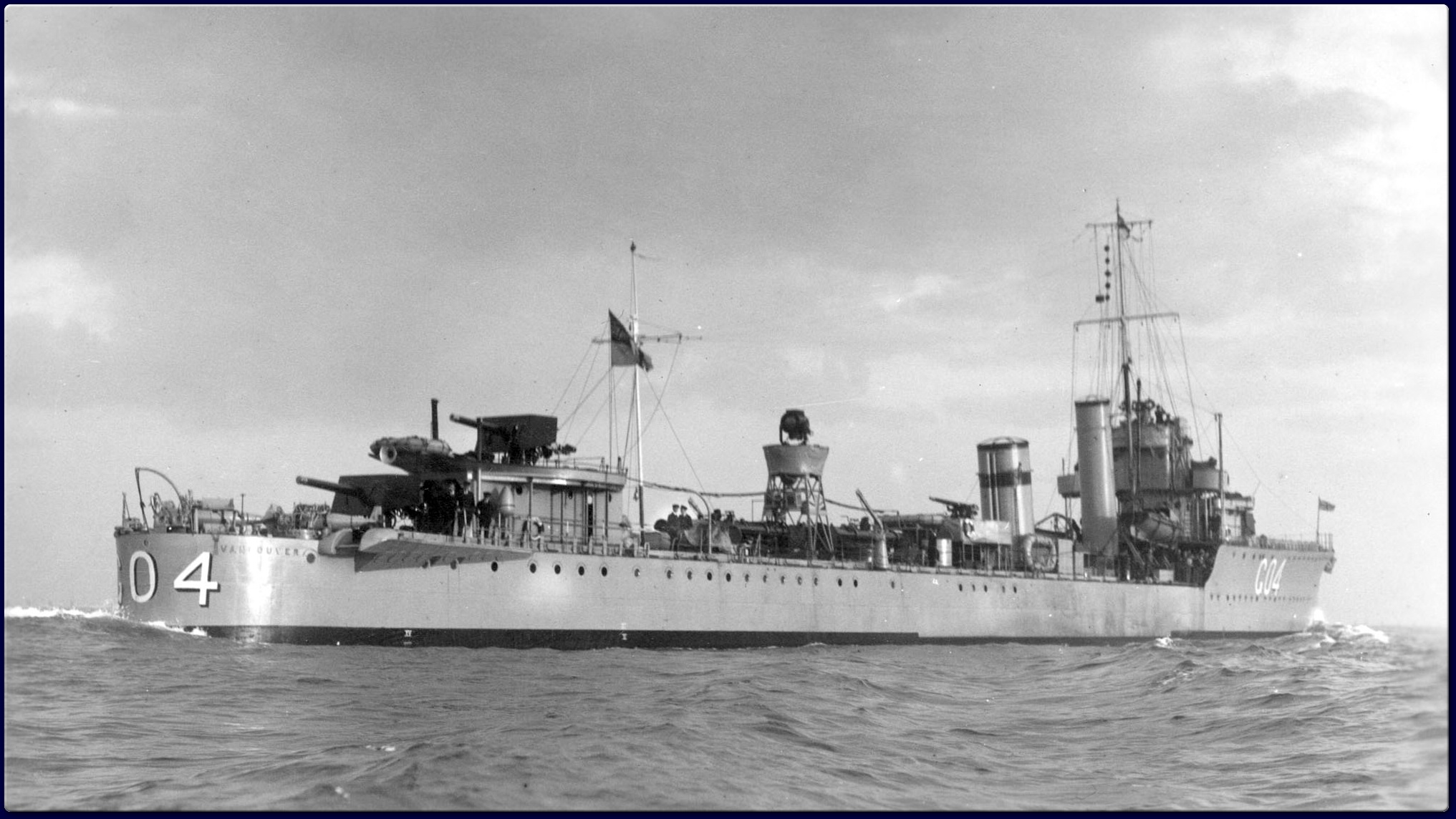
Die Vancouver

Das Boot wurde im April 1916 als erste Einheit der Royal Navy bestellt, die den Namen HMS Vancouver nach Captain George Vancouver (1757–1798) und der Insel und Stadt in British Columbia, Kanada, erhalten sollte. Die Vancouver war der erste bei Beardmore & Co. in Dalmuir gebaute Zerstörer der V- und W-Klasse. Der Zerstörer lief kurz vor dem Jahresende 1917 vom Stapel und wurde bis zum 9. März 1918 fertiggestellt. Mit der Vanessa und Vanity fertigte die Werft bis Juni noch zwei Schwesterboote, um dann vier im November 1917 begonnene Zerstörer der S-Klasse mit Tactician, Tara, Tasmania und Tattoo zwischen Oktober 1918 und April 1919 abzuliefern. Von vier 1918 noch bestellten Zerstörern der modifizierten W-Klasse wurde nur die Vansittart am 5. November 1919 fertiggestellt, die anderen Aufträge waren noch 1918 wieder storniert worden.

## Einsatzgeschichte
Die Vancouver trat im Ersten Weltkrieg zur Grand Fleet und war im Herbst 1918 einer der dreizehn Zerstörer der neuen V- und W-Klasse unter den 20 Booten der 11. Zerstörerflottille.

Im Juli 1919 verlegte sie im Rahmen der dritten Ablösung der britischen Interventionseinheiten zum Schutz der Baltischen Staaten gegen die Sowjetunion und Deutschland in die östliche Ostsee zusammen mit dem Seeflugzeugträger Vindictive (zwölf Flugzeuge), sieben Motortorpedobooten und acht weiteren Zerstörern der 1. und 3. Zerstörerflottille.
Am 26. Juli 1919 verfolgte sie mit der Valorous das russische U-Boot Wepr'  (Вепрь), das beschädigt entkam.

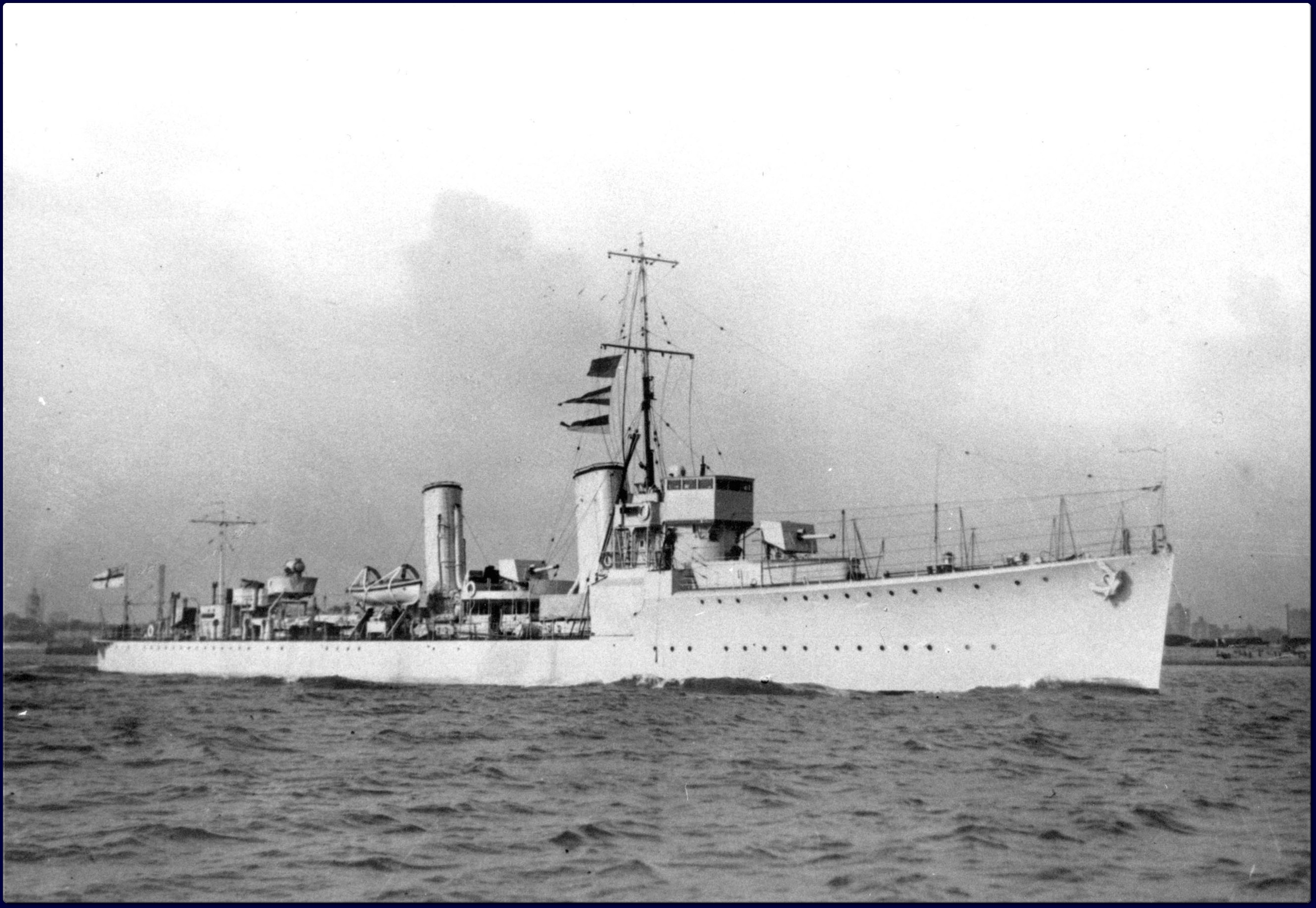
Die HMCS Vancouver, die 1928 den alten Namen der HMS Vimy übernahm

Ab 1921 wurde die Vancouver der 1. Zerstörerflottille bei der Atlantic Fleet zugeteilt. Bei einem Manöver nahe Mallorca rammte sie im Juli 1922 das Unterseeboot H24, das seinen Turm und das Sehrohr verlor. Später wurde der Zerstörer bei der Mittelmeerflotte eingesetzt.
Im April 1928 befand sich das Boot in der Reserve, als es in HMS Vimy umbenannt wurde. Die Wahl des neuen Namens sollte weiterhin einen Bezug zu Kanada herstellen, da die Eroberung des Vimy-Höhenzuges 1917 durch kanadische Truppen erfolgte. Den bisherigen Namen Vancouver wollte die Royal Canadian Navy für den Zerstörer Toreador der S-Klasse nutzen, den Kanada im März 1928 als Übungsschiff von der Royal Navy entlieh.
HMS Vimy blieb bis 1938 Teil der Reserveflotte in Portsmouth. Wie viele Einheiten der Reserveflotte wurde die Vimy im Sommer 1939 für eine Besichtigung durch den König in Dienst gestellt und blieb dann im Dienst.

### Dienst im Zweiten Weltkrieg
Bei Kriegsbeginn wurde die Vimy der 11. Zerstörerflottille zugeteilt, der noch die Mackay als Flottillenführer und die Schwesterboote Vanquisher, Walker, Versatile, Warwick, Whirlwind und Winchelsea angehörten. Hauptsächlich im Bereich der südwestlichen Zufahrtswege zu den Britischen Inseln im Sicherungseinsatz, wurde die Vimy auch bis Gibraltar und im Kanal und der Nordsee eingesetzt.
Im Mai 1940 wurde der Zerstörer dem „Dover Command“ und der 19. Zerstörerflottille zugeteilt.
Ende des Monats wurde die Vimy bei der Evakuierung von Dünkirchen eingesetzt. Den Bedarf voraussehend schickte die Royal Navy das Boot mit 200 zusätzlichen Seeleuten und Marinesoldaten am 23. Mai nach Boulogne, um die Hafenorganisation zu übernehmen. Sie wurde auf der Fahrt vom deutschen U-Boot U 60 angegriffen. Die beiden auf sie abgeschossenen Torpedos versagten aber. Am 23. Mai wurden der Kapitän des Bootes, Lieutenant Commander Colin Donald, und der Wachoffizier, Sub Lieutenant Webster, von Gewehrgeschossen getroffen. Webster war sofort tot, Lt Cdr Donald starb im Lazarett in Dover. Der Ersatz für den Kapitän verschwand spurlos am zweiten Tag der Evakuierung aus Dünkirchen. Die Vimy konnte 2976 Soldaten evakuieren, kollidierte allerdings am 1. Juni im Gull Channel westlich der Goodwin Sands mit der Yacht Amulree, die sofort sank, und erlitt am gleichen Tag Schäden durch Luftangriffe. Erst im August war die Vimy wieder einsatzbereit, deren Kennung in I33 geändert worden war. Sie diente nun bei der Home Fleet und sicherte Geleitzüge im Bereich der „North Western Approaches“.

#### Langstrecken-Geleitboot

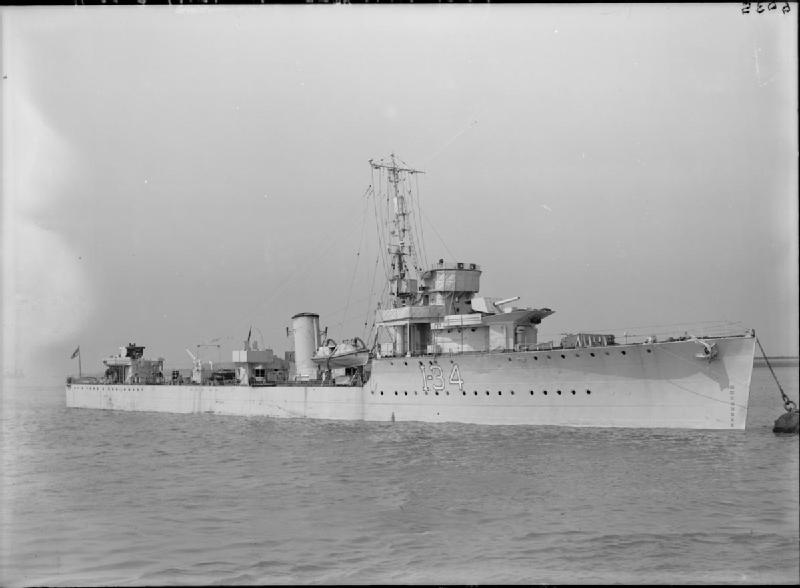
HMS Velox, der letzte Umbau zu einem Long-Range-Escort

Ab Januar 1941 wurde die HMS Vimy als erster Zerstörer der V- und W-Klasse zu einem Langstrecken-Geleitboot (long range escort) in der Marinewerft in Portsmouth umgebaut.
Der Umbau umfasste die Entfernung des vordersten Kessels und des zugehörigen vorderen dünnen Schornsteins. Dadurch wurde die Geschwindigkeit auf maximal 25 Knoten reduziert. Der freigewordene Platz wurde im unteren Bereich als zusätzlicher Bunkerraum genutzt und der obere Teil erhielt dringend benötigte Mannschaftsräume für die erheblichen stärkeren Besatzungen für die intensiven und längeren Sicherungseinsätze. Auch die Torpedorohre wurden ausgebaut und durch Abrollvorrichtungen und Werfer für Wasserbomben ersetzt, ebenso wurden die Flugabwehrgeschütze modernisiert und verstärkt. Dazu erhielt die Vimy die modernsten Ortungsgeräte. Mindestens 19 weitere Umbauten wurden nach diesem Vorbild bis in das Jahr 1944 durchgeführt. Im Mai 1941 machte die HMS Vimy zum Abschluss ihrer Tests eine Fahrt nach Freetown. Dort war sie im Juni 1941 wieder einsatzbereit und übernahm Sicherungsaufgaben an Geleitzügen nach Gibraltar. Im Juli wurde sie dann dort stationiert.
Am 23. Juli wurde sie mit der Vidette zur Sicherung des beschädigten Kreuzers Manchester, der als Sicherung eines Versorgungskonvois nach Malta schwere Bomben- und einen Lufttorpedotreffer erhalten hatte und dessen Steuerbordmaschine nicht mehr einsatzbereit war und mit dem Geleitzerstörer Avon Vale und der Wishart auf dem Rückweg nach Gibraltar war. Am 26. lief der beschädigte Kreuzer mit seiner Sicherung dort ein.

Ab dem 17. September bildete die Vimy mit zwei Sloops und acht Korvetten die Sicherung des Geleitzuges HG 73 (25 Schiffe) von Gibraltar nach Liverpool. Am 20./21. September 1941 beschädigte die Vimy mit ihren Wasserbomben das italienische U-Boot Luigi Torelli der Marconi-Klasse, als es versuchte, den Geleitzug westlich von Gibraltar anzugreifen. Ab dem 24. beschatteten die Deutschen den Geleitzug aus der Luft und griffen ihn ab dem 26. mit den U-Booten U 124, U 200, U 201 und U 203 an. Der Geleitzug verlor neun Handelsschiffe mit zusammen 25.818 BRT. Am 1. Oktober erreichten der Konvoi und seine Sicherung Liverpool.

Im Oktober 1941 kehrte die Vimy dann wieder auf die Station Freetown zurück und übernahm auch Sicherungsaufgaben in Richtung Kapstadt.
Im August 1942 begleitete die Vimy ab Freetown die Queen Elizabeth und die Zerstörer Pathfinder und Quentin über den Atlantik nach Norfolk (Virginia). Das Schlachtschiff ging dort in die Werft, um die Schäden des italienischen Torpedoreiter-Angriffs in Alexandria zu reparieren. Die drei Begleitboote verlegten von Norfolk nach Port of Spain, Trinidad, um dort die Sicherungsstreitkräfte zu verstärken. Am 3. September 1942 versenkten Vimy, Pathfinder und Quentin das deutsche U-Boot U 162 nordöstlich von Trinidad auf 12° 21′ 0″ N, 59° 29′ 0″ W. Bis auf drei Tote wurde die Besatzung des U-Bootes unter Jürgen Wattenberg gefangen genommen.
Die Vimy stellte anschließend einen Wellenschaden fest, der in Großbritannien repariert werden sollte. Zuvor rettete sie am 18. September noch 17 Überlebende des US-Frachters SS West Lashaway, der am 30. August von U 66 versenkt worden war.

Im Anschluss an die Reparatur wurde die Vimy im Oktober der 2. Escort Group zugeteilt.
Im Februar 1943 sicherte die Gruppe den Geleitzug SC118 mit Vimy und den Zerstörern HMS’s Vanessa, Witch und der ehemals US-amerikanischen Beverley und den britischen Korvetten Campanula, Mignonette, Abelia sowie der französischen Korvette Lobelia und dem US Coastguard Cutter George M. Bibb. Gegen den Geleitzug setzten die Deutschen die U-Boot-Gruppen „Pfeil“ und „Haudegen“ ein. Vimy und Beverley orteten am 4. Februar 1943 das Fühlung haltende deutsche U-Boot U 187 mit HF/DF und versenkten das auf seiner ersten Feindfahrt befindliche Boot mit Wasserbomben 966 km südöstlich von Cape Farewell. 45 Mann retteten die britischen Boote, neun Mann starben. Die Vimy fuhr auch Angriffe auf andere Boote und konnte U 267 schwer beschädigen. Am 8. nahm die Vimy die nicht mehr manövrierfähige Lobelia, die U 609 versenkt hatte, in Schlepp und brachte die Korvette bis zum 10. nach Island. Am 20. März verstärkte die Vimy von Island aus mit der Korvette Abelia die Sicherung des angegriffenen Geleitzugs HX 229.
Im April 1943 wechselte die Vimy mit der Beverley zur 4. Escort Group und sicherte den Geleitzug ON176 mit dem Zerstörer HMS Highlander und fünf Korvetten.

### Wieder an der britischen Küste
Im Mai 1944 wechselte die Vimy zum „Plymouth Command“ und der neuen 141. Escort Group. Zur in Milford Haven stationierten Gruppe gehörte noch die Korvette HMCS Kitchener. Die Gruppe unterstützte Vorbereitungshandlungen für die Invasion und sicherte dann Verstärkungskonvois für die gelandeten Truppen. Nach der Sicherung der Brückenköpfe wurde das Boot vor allem für die Sicherung des Schiffsverkehrs im Kanal genutzt. Nach der Kapitulation Deutschlands wurde die Vimy außer Dienst gestellt. Im März 1947 wurde sie dann zum Abbruch verkauft, der im Februar 1948 in Rosyth erfolgte.

## Die Long Range-Umbauten
| Name                            | BauWerft        | Stapellauf | in Dienst  | Umbauwerft                             | bis          | Endschicksal         |
| ------------------------------- | --------------- | ---------- | ---------- | -------------------------------------- | ------------ | -------------------- |
| HMS Vimy (D33) ex HMS Vancouver | Beardmore       | 28.12.1917 | 9.03.1918  | Portsmouth DY                          | 1.–6.1941    | 1947 Abbruch         |
| HMS Viscount (D92)              | Thornycroft     | 29.12.1917 | 25.03.1918 | Liverpool                              | 6.–12.1941   | 03.1945 a. D.        |
| HMS Venomous (D75) mod.W        | J. Brown        | 21.12.1918 | 24.08.1919 | Greenock keine erhöhte Bunkerkapazität | 11.41–3.1942 | 1947 Abbruch         |
| HMS Winchelsea (D46)            | J.S. White      | 15.12.1917 | 15.03.1918 | Sheerness DY                           | 1.–4.1942    | 1947 Abbruch         |
| HMS Vanessa (D29)               | Beardmore       | 16.03.1918 | 27.04.1918 | Green & Silley Weir, London            | 8.41–6.1942  | 1947 Abbruch         |
| HMS Whitehall (D77) mod.W       | Swan Hunter     | 11.09.1919 | 9.07.1924  | Sheerness DY                           | 5.–8.1942    | 1945 Abbruch         |
| HMS Volunteer (D46) mod.W       | Denny           | 21.12.1918 | 7.11.1919  | Rosyth DY                              | 8.42–1.1943  | 1947 Abbruch         |
| HMS Vidette (D48)               | Stephen’s       | 28.02.1918 | 27.04.1918 | Sheerness DY                           | 9.42–1.1943  | 1947 Abbruch         |
| HMS Vanquisher (D54)            | J. Brown        | 18.08.1917 | 2.10.1917  | Portsmouth DY                          | 9.42–4.1943  | 1947 Abbruch         |
| HMS Warwick (I25)               | Hawthorn Leslie | 28.12.1917 | 18.03.1918 | Dundee                                 | 1.–5.1943    | 20.02.1944 versenkt  |
| HMS Wrestler (D35)              | Swan Hunter     | 25.02.1918 | 15.05.1918 | Sheerness DY                           | 1.–5.1943    | 06.1944 Totalschaden |
| HMS Wanderer (D74) mod.W        | Fairfield       | 1.05.1919  | 18.08.1919 | Devonport DY                           | 1.–5.1943    | 1946 Abbruch         |
| HMS Walker (I27)                | Denny           | 29.11.1917 | 12.02.1918 | Thames                                 | 1.–6.1943    | 1946 Abbruch         |
| HMS Vansittart (D47) mod.W      | Beardmore       | 17.04.1919 | 5.11.1919  | Middlesbrough                          | 1.–6.1943    | 1946 Abbruch         |
| HMS Vesper (D55)                | Stephens        | 15.12.1917 | 28.02.1918 | ??                                     | 1.–7.1943    | 1945 a. D.           |
| HMS Watchman (D26)              | J. Brown        | 2.12.1917  | 26.01.1918 | Liverpool                              | 4.–8.1943    | 1945 a. D.           |
| HMS Versatile (D32)             | Hawthorn Leslie | 31.10.1917 | 11.02.1918 | Grangemouth                            | 1.–9.1943    | 1945 a. D.           |
| HMS Verity (D63) mod.W          | J. Brown        | 19.03.1918 | 17.09.1919 | Portsmouth DY                          | 4.–10.1943   | 1947 Abbruch         |
| HMS Vanoc (H33)                 | J. Brown        | 14.06.1917 | 15.08.1917 | ??                                     | 4.–11.1943   | 1945 a. D.           |
| HMS Velox (D34)                 | Doxford         | 17.11.1917 | 1.04.1918  | Sheerness DY                           | 12.43–5.1944 | 1947 Abbruch         |